# Anytime smokin' cigarette
「Anytime smokin' cigarette」（エニタイム・スモーキン・シガレット）は、globeの10枚目のシングル。1997年4月9日にavex globeから発売された。

## 解説
アルバム『FACES PLACES』からシングルカット。
小室哲哉がスタジオに向かう途中でキティちゃんグッズを持っている女性を多く見かけたことから、歌詞に「キーホルダー」「白い子猫」というフレーズを入れた。

## 評価
佐藤純之介は「『喫煙者』そのものをモチーフにしたことが衝撃でした。売ることを意識すると、どうしても不良的な要素を排除する思考が働くものなのに、ある種のすごく『ヒール』『ダークサイド』を描いて、それをglobeでやるんだ、と大人な歌という印象を受けました」と当時の衝撃を語っている。
岩佐俊秀は「ヒットしたシングルをアルバムに収めるのが日本では当たり前なのに、既に発売したアルバムからのシングルカットというのがアメリカのBillboard Hot 100を意識したアプローチでした。その売り方をすぐに実行に移せたのは外部からのプロデュースものではなく、自前のglobeだったからかもしれません」と発表の仕方の新しさを語っている。

## 収録曲
| 全作詞: 小室哲哉・MARC、全作曲・編曲: 小室哲哉。 |                                                |                  |            |      |
| #                                                | タイトル                                       | 作詞             | 作曲・編曲 | 時間 |
| 1.                                               | 「Anytime smokin' cigarette (STRAIGHT RUN)」   | 小室哲哉 ・ MARC | 小室哲哉   | 7:40 |
| 2.                                               | 「Anytime smokin' cigarette (BLACK LUNG MIX)」 | 小室哲哉 ・ MARC | 小室哲哉   | 6:54 |
| 3.                                               | 「Anytime smokin' cigarette (INSTRUMENTAL)」   | 小室哲哉 ・ MARC | 小室哲哉   | 7:39 |
| 合計時間:                                        | 合計時間:                                      | 22:13            |            |      |

クレジット
- Produced : 小室哲哉
- Mixed : Eddie Delena
- Additional production (#2) : Robert Arbittier, Gary Adante

## 収録アルバム
Anytime smokin' cigarette
- FACES PLACES
- CRUISE RECORD 1995-2000
- globe decade -single history 1995-2004-
- 15YEARS -BEST HIT SELECTION-
- #globe20th -SPECIAL COVER BEST-（COVER+BEST盤のみ短縮バージョンを収録）

## カバー
- hitomi - V.A.『#globe20th -SPECIAL COVER BEST-』（2015年12月16日）に収録[4]。